# Співає юність України
«Співає юність України» — всеукраїнський фестиваль хорового мистецтва — проводиться в рамках Всеукраїнського огляду художньої творчості дітей та юнацтва «Таланти твої, Україно».

## Мета
Залучення учнівської молоді до відродження і становлення найкращих традицій національної музично-хорової школи, розвитку аматорського українського дитячо-юнацького хорового виконавства, використання можливостей хорової культури для виховання і розвитку у дитячому художньому колективі творчої особистості.

## Учасники
Участь у фестивалі можуть брати дитячі хорові колективи загальноосвітніх та професійно-технічних навчальних закладів.
Програма виступу складається з 5 творів, серед яких:
- твори української хорової класики, сучасна музика та народна;
- твори світової хорової музики.

Усі хорові твори виконуються мовою оригіналу. Обов'язковим
твором є виконання «Молитви за Україну» М. Лисенка (обробка О. Кошиця).

## Журі
Головами журі завершального етапу фестивлю були:
- I фестивалю: Копилова Тетяна Миколаївна — заслужена артистка України, член Національної всеукраїнської музичної спілки, художній керівник і головний диригент великого дитячого хору Національної радіокомпанії України[1]

## Переможці
- Народний художній хор «Васильки» імені Василя Бурноса — володар гран-прі фестивалю в 2007.